# Парадиастола
Парадиастола (греч. «различение») — последовательное противопоставление понятий или слов, которые получают тем самым сопоставляемые синонимические и антонимические значения, образуя смысловые ряды; вместе с тем парадиастола представляет собой и определение через противопоставление определяемого слова омониму.
Парадиастола часто используется в рекапитуляциях — обобщающих высказываниях — или в выводах, которые завершают рассуждение:
«Миф не гипотетическая, но фактическая реальность, не функция, но результат, вещь, не возможность, но действительность, и притом жизненно и конкретно ощущаемая, творимая и существующая», — А. Ф. Лосев.
Термин «парадиастола» впервые используется Квинтилианом (35-96) и, таким образом, скорее всего является созданием эллинистической эпохи. К нему обращается Макиавелли (1469—1527) в трактате «Государь».
Моралистами парадиастола описывалась как опасный приём, укрывающий пороки («не жадный, но домовитый», «не тупой, а непреклонный»).